# Championnats panaméricains de cyclisme de 2008
Navigation
Championnats panaméricains 2007 Championnats panaméricains 2009
Les Championnats panaméricains de cyclisme sont les championnats continentaux annuels de cyclisme sur route et sur piste pour les pays membres de la Confédération panaméricaine de cyclisme. 
Les compétitions se sont déroulées au début du mois de mai en Uruguay.
250 sportifs de 25 pays ont participé à ces championnats. Pour que cela soit un succès populaire, les organisateurs avaient décidé de ne pas faire payer les entrées.

## Podiums

### Cyclisme sur route[2]
| Épreuves                                | Or                 | Argent                 | Bronze               |
| --------------------------------------- | ------------------ | ---------------------- | -------------------- |
| Compétitions masculines élite           |                    |                        |                      |
| Course en ligne                         | Richard Mascarañas | Luis Macías            | Otávio Bulgarelli    |
| Contre-la-montre                        | Svein Tuft         | Matías Médici          | Luis Tavares Amorim  |
| Compétitions masculines moins de 23 ans |                    |                        |                      |
| Course en ligne                         | Gideoni Monteiro   | Gustavo Borcard        | Ramiro Cabrera       |
| Contre-la-montre                        | Jaime Suaza        | Román Mastrángelo      | Jorge Soto           |
| Compétitions féminines                  |                    |                        |                      |
| Course en ligne                         | Yumari González    | Karelia Machado Jaimes | Belem Guerrero       |
| Contre-la-montre                        | Paola Madriñán     | Giuseppina Grassi      | Kori Kelley-Seehafer |

### Cyclisme sur piste[2]
Les compétitions se déroulaient au Velódromo Municipal Atilio Francois de Montevideo.
| Épreuves                | Or                                                         | Argent                                                          | Bronze                                                                |
| ----------------------- | ---------------------------------------------------------- | --------------------------------------------------------------- | --------------------------------------------------------------------- |
| Compétitions masculines |                                                            |                                                                 |                                                                       |
| Kilomètre               | Marzuki Mejía                                              | Azikiwe Kellar                                                  | Carlos Carrasco                                                       |
| Keirin                  | Christopher Sellier                                        | Diego Vargas                                                    | Elisha Greene                                                         |
| Vitesse individuelle    | Jonathan Marín                                             | Rodrigo Barros                                                  | Christopher Sellier                                                   |
| Vitesse par équipes     | Chili Cristián Concha Pablo Concha Cristopher Mansilla     | Trinité-et-Tobago Christopher Sellier Azikiwe Kellar Ako Kellar | Guatemala José Sochón Gabriel Pellecer Daniel Cuté                    |
| Poursuite individuelle  | Svein Tuft                                                 | Fernando Antogna                                                | Jaime Suaza                                                           |
| Poursuite par équipes   | Colombie Jaime Suaza Edwin Ávila Weimar Roldán Carlos Urán | Chili Luis Mansilla Antonio Cabrera Gonzalo Miranda Raúl Bravo  | Argentine Edgardo Simón Fernando Antogna Mauro Agostini Marcos Crespo |
| Course aux points       | Svein Tuft                                                 | Daniel Holloway                                                 | Antonio Cabrera                                                       |
| Américaine              | Canada Svein Tuft Zachary Bell                             | Chili Gonzalo Miranda Luis Sepúlveda                            | Colombie Carlos Urán Armando Cárdenas                                 |
| Scratch                 | Ángel Darío Colla                                          | Luis Mansilla                                                   | Cody O'Reilly                                                         |
| Omnium                  | Carlos Urán                                                | Zachary Bell                                                    | Ángel Darío Colla                                                     |
| Compétitions féminines  |                                                            |                                                                 |                                                                       |
| 500 mètres              | Diana García                                               | Paola Muñoz                                                     | Cinthia Martínez                                                      |
| Keirin                  | Diana García                                               | Maritza Ceballos                                                | Diana Almada                                                          |
| Vitesse individuelle    | Diana García                                               | Maritza Ceballos                                                | María Fernanda Jiménez                                                |
| Vitesse par équipes     | Colombie Diana García Maritza Ceballos                     | Chili Paola Muñoz Daniela Guajardo                              | Uruguay Cinthia Martínez Johana Bracco                                |
| Poursuite individuelle  | Dotsie Bausch                                              | Rocío Bernal                                                    | Valeria Müller                                                        |
| Poursuite par équipes   | Colombie Laura Lozano Ana Bernal Sandra Gómez              | Argentine Valeria Pintos Cristina Greve Alejandra Alliegro      | Non attribué                                                          |
| Course aux points       | Yoanka González                                            | Belem Guerrero                                                  | Valeria Müller                                                        |
| Scratch                 | Yoanka González                                            | Paola Muñoz                                                     | Laura Lozano                                                          |

## Tableau des médailles
71 médailles étaient distribuées lors de ces championnats (Seules deux équipes ont participé à la poursuite par équipes féminine.).
| Rang  | Nation            | Or | Argent | Bronze | Total |
| ----- | ----------------- | -- | ------ | ------ | ----- |
| 1     | Colombie          | 11 | 4      | 3      | 18    |
| 2     | Canada            | 4  | 1      | 0      | 5     |
| 3     | Cuba              | 3  | 0      | 0      | 3     |
| 4     | Argentine         | 1  | 6      | 5      | 12    |
| 5     | Chili             | 1  | 6      | 1      | 8     |
| 6     | Trinité-et-Tobago | 1  | 2      | 2      | 5     |
| 7     | États-Unis        | 1  | 1      | 2      | 4     |
| 8     | Uruguay           | 1  | 0      | 4      | 5     |
| 9     | Brésil            | 1  | 0      | 2      | 3     |
| 10    | Mexique           | 0  | 3      | 2      | 5     |
| 11    | Venezuela         | 0  | 1      | 0      | 1     |
| 12    | Guatemala         | 0  | 0      | 2      | 2     |
| Total | Total             | 24 | 24     | 23     | 71    |

## Bilan sportif
La Colombie a terminé en tête du bilan par nation.
Les Colombiens ont terminé avec 11 médailles d'or devant les Canadiens, 4 médailles d'or et les Cubains, 3.
Ces trois nations ont capitalisé, à elles seules, 18 des 24 médailles d'or en jeu. Douze sélections nationales ont remporté au moins une médaille.
Le cyclisme sur piste a été dominé par la sélection colombienne. En effet, sur le vélodrome de Montevideo, les pistards colombiens ont remporté autant de médailles d'or (9) que toutes les autres sélections confondues. 
Seul un homme a pu rivaliser avec cette sélection, le Canadien Svein Tuft. Il a obtenu 4 médailles d'or. Au niveau individuel, il n'y a que la sprinteuse Diana García qui a fait aussi bien. Avec deux médailles d'or, Jaime Suaza, Carlos Urán et Yoanka González suivent à ce tableau d'honneur (Suaza et Urán récoltant une médaille de bronze en plus).
En comptabilisant les médaillés par équipes, 67 compétiteurs furent honorés d'une médaille au moins lors de cette compétition.